# زوجتي عديمة المشاعر
زوجتي عديمة المشاعر (باليابانية: 僕の妻は感情がない) هي مانغا يابانية من تأليف ورسم جيرو سوغيورا. نشرت في مجلة كوميك فلابر الشهرية الصادرة عن دار كادوكاوا في عام 2019. واقتبست إلى مسلسل أنمي في عام 2024 من تيزوكا برودكشنز.

## القصة
تاكوما هو شاب عازب لا يقوم إلا بالذهاب إلى العمل والعودة إلى البيت. مرهقٌ جدًا للقيام بالأعمال المنزلية، فيقرر الحصول على روبوت للطهي وترتيب المنزل. مينا هي ربة منزل جيدة جدًا، يمازحها تاكوما ذات يوم بأنه يجب عليها أن تصبح زوجته. تأخذ مينا مزاحه على محمل الجد، ويبدأ الاثنان في القيام بالمزيد من الأشياء معًا، مثل التنزه خارج المنزل. مع مرور الوقت، يبدأ تاكوما في الوقوع في حب مينا، ولكن هل يمكن لإنسان وروبوت أن يكونا علاقة متساوية ومحبة...

## الشخصيات
- تاكوما كوسوغي

أداء صوتي: توشيوكي تويوناغا
- مينا

أداء صوتي: كونومي إيناغاكي
- أكاري كوسوغي

أداء صوتي: يوشينو أوياما
- سوبر مينا

أداء صوتي: يو سيريزاوا

## مسلسل الأنمي
اقتبست المانغا إلى مسلسل أنمي تلفزيوني من إخراج فوميهيرو يوشيمورا، وانتاج ستوديو تيزوكا برودكشنز، وسيناريو ميتسوتاكا هيروتا،وتصميم الشخصيات من تسويوشي ساساكي.